# 原大介
原 大介（はら だいすけ、1947年 - ）は日本の油絵画家。抽象画を中心に制作する。息子は油絵画家の原太一。

## 略歴
- 1947年 - 神戸に生まれる
- 1972年 - 武蔵野美術大学造形学部油絵科卒業
- 1973年 - 檪画廊にて初個展
- 1981年 - フィナール国際展金賞受賞、サロン・ド・メ(パリ)招待出品
- 2003年 - 廣州美術学院(中国)に招待、同美術館にて個展
- 2007年 - AJAC展招待出品　(東京都美術館)
- 2018年 - The Contest in NewYork （Ashok Jain Gallery）入賞
- 2022年 - 椿近代画廊より「原大介画集」を出版

## 個展
- 1973年 - 檪画廊（東京・銀座、1976年も開催）
- 1978年 - みゆき画廊（東京・銀座、1978、1979、1981、1982、1983、1984年にも開催）
- 1982年 - スペースＮＩＫＩギャラリー (東京・上野、1983、1984、1987、1988、1990年にも開催)
- 1986年 - 椿近代画廊 (東京・日本橋、2002年まで1995年を除き毎年開催）
- 1997年 - O gallery (東京・銀座、1998年にも開催)、すどう美術館 (神奈川・小田原)
- 2003年 - 廣州美術学院美術館（中国）
- 2005～2015年 - K’s Gallery (東京・銀座)

## 人物・作品について
- ビートルズ、ボブ・ディラン、ジャクソン・ポロック、具体派、パブロ・ピカソ、俵屋宗達、多くの日本画、書画、ポップアート、抽象表現主義に影響を受けて育った。[2]

- 本人は自身の作品について「私の作品は、私が今この時代に生き、呼吸をし、たしかにここに存在しているということを示すシグナル、存在証明である。私は絵画の中で、私という個人を掘り下げ、いつの時代の人間にも変わらず共通する地下水脈のように拡がる普遍的な感覚に繋がりたいと思っている。存在の本質に迫るための手法として、抽象的な画面構成の中に、しばしば相反した、あるいは矛盾した要素を可能な限りシンプルな手順で同一画面に持ち込む。たとえば、静けさと激しさを同じ価値で並べてみたり、集中感と拡がりを同時に表現したり、調和する全体に敢えて破綻部分を入れてみたりする」と書いている。[3]

- 「進んでは、時に少し戻る / その度にわずかずつだが、何かが見えて来る / 自分の裡にあって、変わらぬものと立ち合う時の不安な安堵 / しかし、いつもそれは同時にズレであり自分の現在形が少しずつ音をたてながら / 変容していく / その事のキシミに立ち合うことでもある / 変わろうとするものと、変え得ないもの / この相克、この葛藤はそのまま / 私の制作活動の全域に迷路の様に / 見えかくれしている / 私にとって、絵画することの根拠は / 深くその様な問いかけの中に / 由来してきたからである」（1980年頃、原自身が記した文章より）

- 水戸芸術館学芸員・渡部誠一は1992年の論文『原　大介の絵画』の中で、原の作風を次のように評している。

　「原大介は、彼自身の言葉をかりていうならば『絵画する』作家である。何故このような呼称を用いるかといえば、今日の絵画の寒々しい状況一般に照らしてみるとき、そうした状況とは対照的に、なお原の制作に絵画という課題への意思をみるからである。
　（中略）彼は絵画を『抵抗体』と呼び、絵画と格闘する。あらかじめ想定された計画に基づいて政策が展開されるのではなく、実制作にあたっての絵筆のストロークが、彼の思考とイメージを導くのである。その作業は先入主を退けて意識下の世界を記述しようとするオートマティスム（自動記述法）を思わせる。しかし彼のオートマティックな手法は、フロイト心理学の影響のもとに語られるシュルレアリスムのそれとは根拠が異なるものであろう。
　（中略）原がいわば内省的に、自分の裡にあるものに立ち会おうとする時、制作と生活とは不可分のものとしてある。彼が『過去はすべて屍、敵のようなものです』と言いながら、『自分の作品の展開こそが自分のメッセージだ』というのは、この意味で決して矛盾ではない。
　（中略）画家の視線の欲望は常にその絵画を成立させる根拠である。そして原の視線の欲望は常にその絵画を成立させる根拠である。そして原の視線の欲望は、早くからペイントストリークやマティエールなどの、絵画そのもののフェティッシュな属性にも向けられていたことにも注意しておきたい。

　（中略）確実に言えることは、彼がなお『絵画することの根拠』を問い続けているであろうということだ。原はその絵画を自己革新しようとする意志の強度において稀有な存在なのである」